# کارلوس سایادیان
کارلوس (کارلن) می‌شایی سایادیان (ارمنی: Կառլոս (Կառլեն) Միշայի Սայադյան؛ زادهٔ ۱۷ فوریهٔ ۱۹۴۸) یک نقاش اهل ارمنستان است.

## زندگی‌نامه
وی در ۱۷ فوریهٔ ۱۹۴۸ در ایروان به دنیا آمد و از کالج دولتی هنرهای زیبای پانوس ترلمزیان و انستیتو دولتی هنری و نمایشی ایروان فارغ‌التحصیل گشت. وی عضو اتحادیه هنرمندان ارمنستان می‌باشد.

## نمایشگاه‌ها

### نمایشگاه‌های انفرادی
- ۲۰۰۴ - Sheraton Universal Hotel, یونیورسال سیتی ایالات متحده آمریکا
- ۱۹۹۶ - “Meridien Trainon Hall” امارات متحده عربی
- ۱۹۹۶ - “Pnevmatiku Kentro” یونان آتن
- ۱۹۹۳ - نگارخانه هنری “Krunk” ایروان ارمنستان
- ۱۹۹۰ - نگارخانه هنری “Agbu” لس آنجلس ایالات متحده آمریکا
- ۱۹۸۸ - بینال-بلغارستان صوفیه
- ۱۹۸۸ - نگارخانه “Caminul Arte” بخارست رومانی
- ۱۹۸۵ - نمایشگاه-سیمپوزیزم “Ussr-Czechoslovakia” Gurzuph کریمه
- ۲۰۰۷ - "Gabone Gallery" ایروان، ارمنستان
- ۲۰۰۷ - "Design Shop" گلندیل، کالیفرنیا، ایالات متحده آمریکا
- ۲۰۰۸ - "Mural Cultural Center" پاریس، فرانسه

### نمایشگاه‌های گروهی
- ۱۹۹۷ - “The Central House of Painters” مسکو
- ۱۹۹۷ - “Studio 22” بلژیک بروکسل
- ۱۹۹۳ - “Planet Earth #33 Inc” نیویورک ایالات متحده آمریکا
- ۱۹۹۰ - نگارخانه “Nakhamkin” سانفرانسیسکو
- ۱۹۸۹ - “The Days of Armenia in Luxemburg” مرکز فرهنگ لوکزامبورگ
- ۱۹۸۷ - “The Days of Armenia in Sweden” مرکز فرهنگی سوئد
- ۱۹۸۴ - “Ussr-Czechoslovakia” مسکو
- ۱۹۸۳ - “Armenian Colours-83” لس آنجلس-تورنتو-مونترال
- ۱۹۸۲ - “Poland-Ussr” لهستان
- ۱۹۸۱ - “Finland-Ussr” فنلاند
- ۱۹۸۰ - تاشکند ازبکستان